# 申费尔德 (勃兰登堡州)
申费尔德（德語：Schönfeld）是德国勃兰登堡州的一个市镇，隶属于乌克马克县。总面积为29.26平方公里，截至2020年总人口为571人。